# Natalia Rudziewicz

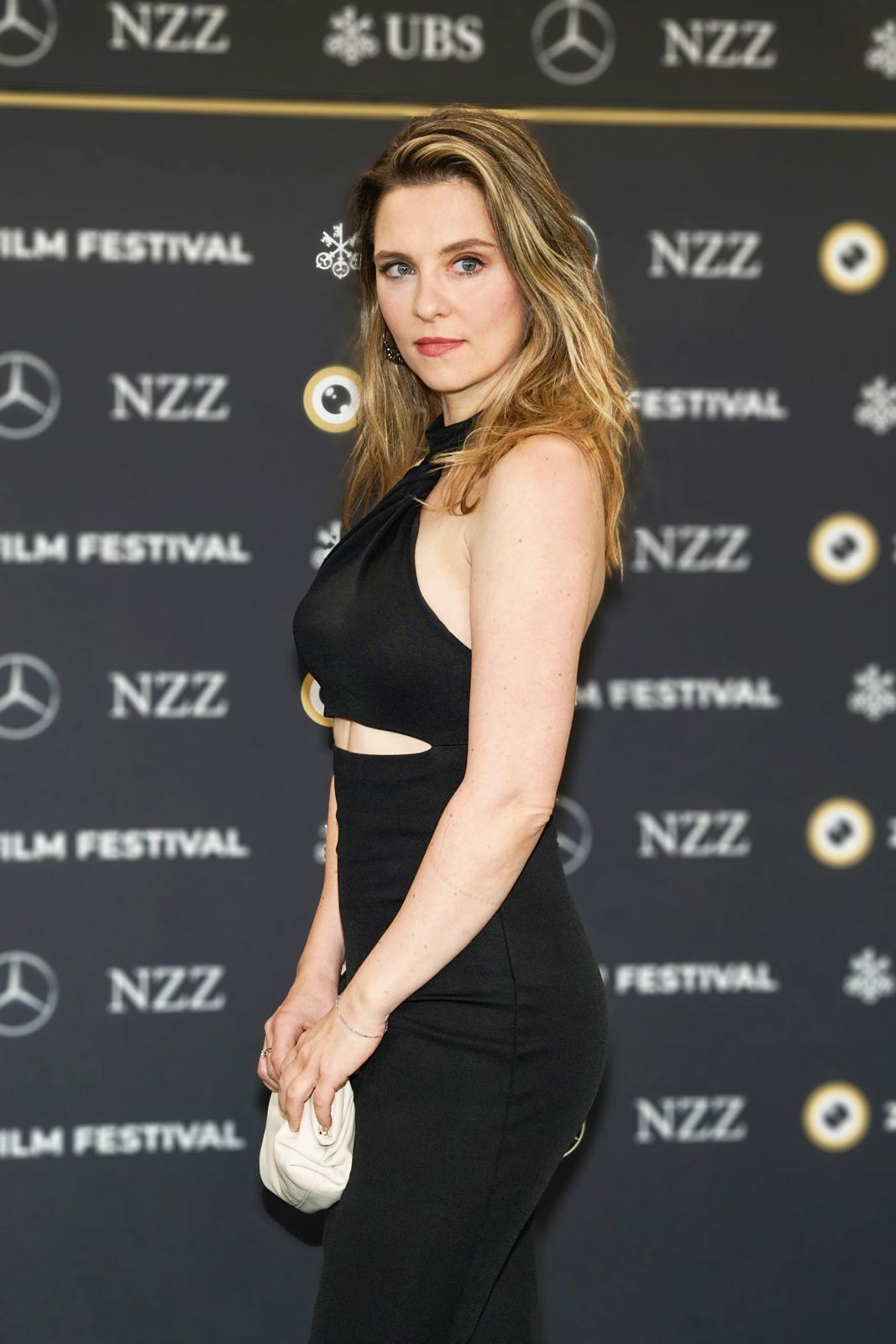
Natalia Rudziewicz auf dem Zurich Film Festival 2024

Natalia Rudziewicz (* 1. Juli 1986 in Hamburg) ist eine deutsche Schauspielerin.

## Leben
Mit 14 Jahren steht Natalia Rudziewicz an der Seite von Wolfram Koch zum ersten Mal vor einer Kamera. Seitdem hat sie in über 80 Fernseh- und Kinofilmen als Schauspielerin mitgewirkt.
Nach ihrem Abitur entscheidet sich die gebürtige Hamburgerin für ein Schauspielstudium an der Bayerischen Theaterakademie in München. Noch während des Studiums spielt sie ihre erste Hauptrolle in dem ARD-Thriller Sechs Tage Angst.
Im Anschluss an das Schauspielstudium dreht Natalia Rudziewicz neben Edin Hasanović ihre erste Kino-Hauptrolle in dem vielfach ausgezeichneten Debütfilm von Lars-Gunnar Lotz Schuld sind immer die Anderen.
2014 wirkt sie an der Seite von Lars Mikkelsen in der internationalen Thriller-Serie The Team von Kaspar Gaardsøe mit. Ein Jahr später beginnt sie mit den Dreharbeiten zur ZDF-Krimi-Reihe Solo für Weiß neben Anna Maria Mühe und Rainer Bock, in der sie die durchgehende Hauptrolle der „Anna Balodis“ übernahm. Weitere Hauptrollen im Kölner, Dortmunder und Leipziger Tatort schließen sich an.
Unter der Regie von Viviane Andereggen spielt Natalia Rudziewicz im Jahr 2018 an der Seite von Rosalie Thomass in dem prämierten Drama Rufmord. Im selben Jahr beginnt sie mit den Dreharbeiten zum RAF-Zweiteiler Der Mordanschlag (ZDF) unter der Regie von Miguel Alexandre, welcher das Attentat auf Detlev Rohwedder fiktionalisiert. Mit beiden Filmen ist sie im selben Jahr zum ersten Mal auf dem Filmfest München vertreten. Wenig später übernimmt sie im Sat.1-Mehrteiler Der Staatsfeind neben Henning Baum und Franziska Weisz die Hauptrolle der Kommissarin „Sabine Puttkammer“.
2019 feiert Natalia Rudziewicz mit dem preisgekrönten Kinoprojekt Pigheart Premiere im Wettbewerb des Max-Opühls-Festivals. In der dritten Staffel der historischen ARD-Erfolgsserie Charité übernimmt sie die Rolle der „Jelena Jasinski“.
In Italien beginnt Natalia Rudziewicz mit den Dreharbeiten zur Tragikomödie Viva Forever (Regie: Sinje Köhler), in der sie die Hauptrolle der neurotischen „Francesca“ übernimmt. 2021 wird sie auf dem Filmfest München für ihre Darstellung für den begehrten Förderpreis Neues Deutsches Kino nominiert.
2022 beginnen die Dreharbeiten zur ARD-Eventserie Wer wir sind (Regie: Charlotte Rolfes). Im Anschluss übernimmt Natalia Rudziewicz 2023 die Hauptrolle im Kinofilm Es geht um Luis neben Max Riemelt und unter der Regie von Lucia Chiarla. Der Film feiert seine Weltpremiere im Wettbewerb der 20. Ausgabe des Zurich Film Festivals im Jahr 2024. Im Anschluss läuft Es geht um Luis im Wettbewerb des Rome Film Festivals in Italien und gewinnt dort den Preis für den besten ausländischen Film mit besonders hoher künstlerischer Qualität und sozialem Engagement („Sorriso Diverso Award“). Anfang des Jahres 2025 startet der Film deutschlandweit in den Kinos und wird voraussichtlich 2026 im deutschen Fernsehen zu sehen sein.
Die preisgekrönten Regisseure Lars Jessen (Mittagsstunde) & Jan Georg Schütte (Das Begräbnis) besetzen sie in ihrem Impro-Projekt Micha denkt groß als Partnerin von Charly Hübner. Seine Premiere feiert der Film im Jahr 2024 auf dem Filmfest München und gewinnt dort den Bernd Burgemeister Fernsehpreis als „Bester TV-Film“. Im Anschluss an die Kino-Tour wird Micha denkt groß im Spätherbst 2024 in der ARD ausgestrahlt.
Ihre langjährige Zusammenarbeit mit der Regisseurin Viviane Andereggen setzt Natalia 2023 im Hamburger Tatort - Im Wahn fort, in dem sie an der Seite von Wotan Wilke Möhring, Florence Kasumba und Peri Baumeister zu sehen sein wird. Der Sendetermin in der ARD ist für Ostermontag 2025 geplant.
Rudziewicz lebt in Hamburg und Berlin.

## Filmografie (Auswahl)
- 2002: Zwischenzeit (Kurzfilm)
- 2003: Stubbe – Von Fall zu Fall – Tödlicher Schulweg (Fernsehreihe)
- 2003–2014: Großstadtrevier (Fernsehserie, verschiedene Rollen, 3 Folgen)
- 2004: Die Sitte (Fernsehserie, Folge Svens Geheimnis)
- 2004: Die Rettungsflieger (Fernsehserie, Folge Rabenväter)
- 2004, 2013: Die Pfefferkörner (Fernsehserie, verschiedene Rollen, 2 Folgen)
- 2004: Tatort – Abgezockt (Fernsehreihe)
- 2005: Für gutes Betragen (Kurzfilm)
- 2006: Der letzte Zeuge (Fernsehserie, Folge Gambit Star)
- 2006: Balko (Fernsehserie, Folge Polizeipferd Pluto)
- 2006, 2014: SOKO Wismar (Fernsehserie, verschiedene Rollen, 2 Folgen)
- 2007: Lebenswandel (Kurzfilm)
- 2007, 2015: SOKO Köln (Fernsehserie, verschiedene Rollen, 2 Folgen)
- 2008: Stolberg (Fernsehserie, Folge Freund und Helfer)
- 2008: Sklaven und Herren
- 2010: Sechs Tage Angst
- 2010: Der Alte (Fernsehserie, Folge Teufel in Weiß)
- 2010–2018: SOKO Leipzig (Fernsehserie, verschiedene Rollen, 4 Folgen)
- 2011: Kehrtwende
- 2011: Das Ende einer Maus ist der Anfang einer Katze
- 2012: Hubert und Staller (Fernsehserie, Folge Mord im Schweinestall)
- 2012: Schuld sind immer die Anderen (Kinofilm)
- 2012: Glück (Kinofilm)
- 2012: In aller Freundschaft (Fernsehserie, Folge Hinter der Fassade)
- 2012: Notruf Hafenkante (Fernsehserie, Folgen Karambolage, Teil 1 und 2)
- 2012: SOKO München (Fernsehserie, Folge Nachtflug nach Caracas)
- 2012: Auf Herz und Nieren (Fernsehserie, Folge Der Mann, den es nie gab)
- 2012, 2017: Die Chefin (Fernsehserie, verschiedene Rollen, 2 Folgen)
- 2013: Der Bestatter (Fernsehserie, Folge Schweres Erbe)
- 2013: Die Bergretter (Fernsehserie, Folge Filmriss)
- 2013: Tatort – Letzte Tage
- 2013: Tatort – Mord auf Langeoog
- 2013: Morden im Norden (Fernsehserie, Folge Die alte Wippe)
- 2013: Kommissarin Lucas – Bittere Pillen (Fernsehreihe)
- 2014: Marie Brand und das Mädchen im Ring (Fernsehreihe)
- 2015: Der Staatsanwalt (Fernsehserie, Folge Tödlicher Ehrgeiz)
- 2015: The Team (Fernsehserie, 8 Folgen)
- 2015: Letzte Spur Berlin (Fernsehserie, Folge Sprachlos)
- 2015: Zweimal lebenslänglich
- 2015: Tatort – Hydra
- 2015: Tatort – Blutschuld
- 2016: Hattinger und die kalte Hand. Ein Chiemseekrimi (Fernsehreihe)
- 2016–2020: Solo für Weiss (Fernsehreihe)
  - 2016: Das verschwundene Mädchen
  - 2016: Die Wahrheit hat viele Gesichter
  - 2018: Es ist nicht vorbei
  - 2018: Für immer Schweigen
  - 2020: Schlaflos
- 2017: Die Kanzlei (Fernsehserie, Folge Harte Zeiten)
- 2017: Tatort – Tanzmariechen
- 2017: jerks. (Fernsehserie, Folge Ring of Fire)
- 2017: Lena Lorenz – Geliehenes Glück (Fernsehreihe)
- 2018: Spreewaldkrimi: Tödliche Heimkehr (Fernsehreihe)
- 2018: SOKO Hamburg (Fernsehserie, Folge Hansa Harmonia)
- 2018: Der Staatsfeind (Fernsehzweiteiler)
- 2018: Rufmord
- 2018: Der Mordanschlag (Fernsehzweiteiler)
- 2019: Der Staatsanwalt: Tödlich Wohnen (90-minütiges Special zur Fernsehserie)
- 2021: Wilsberg: Aus heiterem Himmel (Fernsehreihe)
- 2021: Nord Nord Mord – Sievers und der schwarze Engel (Fernsehreihe)
- 2021–2022: WIR (Fernsehserie, 11 Folgen)
- 2021: Sarah Kohr – Stiller Tod (Fernsehreihe)
- 2023: Wer wir sind (Fernsehserie, 6 Folgen)
- 2024: Theresa Wolff – Dreck! (Fernsehreihe)
- 2024: Es geht um Luis
- 2024: Micha denkt groß
- 2025: Tatort: Im Wahn (Fernsehreihe)